# Коршма
Коршма — река в России, протекает в Вологодской области, в Великоустюгском районе. Устье реки находится в 2 км по правому берегу реки Нижняя Ёрга. Длина реки составляет 17 км.
Исток реки расположен в обширном Коршминском болоте в 8 км к северо-западу от деревни Лодейка (центра Нижнеерогодского сельского поселения). Коршма течёт по заболоченному лесу сначала на юго-восток, потом на восток. Крупных притоков нет. В верхнем и среднем течении не населена, в нижнем течении на берегах реки нежилая деревня Малинник (левый берег), перед впадением в Нижнюю Ёргу на правом берегу деревня Лодейка, на левом — деревня Малая Горка. Коршма впадает в Нижнюю Ёргу двумя километрами выше впадения самой Нижней Ёрги в Сухону.

## Данные водного реестра
По данным государственного водного реестра России относится к Двинско-Печорскому бассейновому округу, водохозяйственный участок реки — Северная Двина от начала реки до впадения реки Вычегда, без рек Юг и Сухона (от истока до Кубенского гидроузла), речной подбассейн реки — Сухона. Речной бассейн реки — Северная Двина.
По данным геоинформационной системы водохозяйственного районирования территории РФ, подготовленной Федеральным агентством водных ресурсов:
- Код водного объекта в государственном водном реестре — 03020100312103000009845
- Код по гидрологической изученности (ГИ) — 103000984
- Код бассейна — 03.02.01.003
- Номер тома по ГИ — 03
- Выпуск по ГИ — 0